# Francesco Casale
Francesco Casale (* 20. November 1960 in Rom) ist ein italienischer Schauspieler.
Sein Filmdebüt gibt Francesco Casale 1986 in Federico Fellinis Ginger und Fred. Er spielt einen bei seiner Verhaftung gut gelaunten Mafioso, der sich bei einer Sicherheitskontrolle über Marcello Mastroianni amüsiert. 1987 spielt er an der Seite von Anthony Quinn den Weltraum-Piraten Barnes in Antonio Margheritis Science-fiction-Serie Der Schatz im All. Es folgen weitere TV-Serien wie Stefania Casinis I cavalieri del cross (1988) und Giuseppe Patroni Griffis La romana sowie eine Hauptrolle als Marcello in Lamberto Bavas TV-Thriller Testimone occulare (1989).
Seine erste Kino-Hauptrolle hat er 1989 in Stelvio Massis Erotik-Thriller Black Angel (Arabella l'angelo nero) als Ehemann einer nymphomanen Mörderin, der seine Frau zu weiteren Morden ermutigt. Massi besetzt Francesco Casale auch 1992 in L'urlo della verità. Mit der Hauptrolle des Andreas im Drama Allullo drom etabliert er sich als Charakterdarsteller: er spielt einen zu Unrecht des Mordes verdächtigten Nomaden, der vor einem Lynchmob flieht.
Sein bekanntester Film wird 1994 der Erotikfilm Der Voyeur (L'uomo che guarda) von Tinto Brass. Francesco Casale spielt in der Verfilmung einer Novelle von Alberto Moravia den jungen Professor Edoardo, der Verführungen erliegt. Für Aufsehen sorgte seine in Echtzeit anschwellende Erektion in Großaufnahme.
Der Voyeur macht Francesco Casale international bekannt. Neben italienischen Filmen wie Alessandro Benvenutis Ivo il tardivo dreht er nun auch wiederholt in Frankreich, so in Nicolas Gessners Chêques en boîte, in der Miniserie Belle Époque nach dem letzten Drehbuch von François Truffaut sowie neben Jean Yanne in La dame du jeu.
Zu seinen wichtigsten Filmen zählt 1996 Carmine Amorosos Transgender-Drama Why Not? (Come mi vuoi), in dem er an der Seite von Jean-Pierre Cassel den Transvestiten Gioa spielt.
Francesco Casale arbeitet in der Folgezeit viel fürs Fernsehen (u. a. Lamberto Bavas Serie Die Piraten der Karibik, 1989). Sein vorerst letzter Film ist 2004 A casa di Anna mit Virna Lisi.

## Filmografie (Auswahl)
- 1987: Der Schatz im All (L’isola del tesoro) (Fernseh-Miniserie)
- 1988: Die Römerin (La romana) (Fernseh-Miniserie)